# Armoedeval
Armoedeval is het verschijnsel dat mensen die (relatieve) armoede lijden nauwelijks mogelijkheden hebben hun maatschappelijke situatie te verbeteren.
Een specifieke vorm van dit begrip 'armoedeval' wordt door politieke partijen (van links tot rechts) gehanteerd, namelijk als het effect dat optreedt wanneer iemand met een uitkering er in inkomen op achteruitgaat als hij of zij een betaalde baan krijgt (marginale lastendruk is groter dan 100%). Dit effect wordt veroorzaakt doordat er diverse regelingen zijn die meer kosten of minder opleveren naarmate men meer verdient. Naast de gebruikelijke marginale belastingdruk (het marginale belastingpercentage) zijn er dan ook percentages die aangeven hoeveel meer sociale premies men betaalt en hoeveel minder uitkering, toeslag/subsidie of kwijtschelding men krijgt bij toename van het inkomen. Er kunnen ook "discontinuïteiten" zijn, waarbij één extra euro inkomen tot gevolg heeft dat een uitkering, toeslag/subsidie of kwijtschelding in een lagere categorie komt of geheel vervalt. Bovendien kan het gaan werken extra kosten met zich meebrengen voor bijvoorbeeld woon-werkverkeer (met vaak geen goede mogelijkheden om van dalurenkorting gebruik te maken), kinderopvang, nettere kleding, minder tijd om zelf eten klaar te maken waardoor men buitenshuis moet eten, minder tijd om naar de voordeligste winkel te gaan of van voordelige aanbiedingen gebruik te maken, minder tijd om reparaties zelf uit te voeren waardoor men deze moet laten doen of meer nieuw moet kopen, enz.
Door dit effect zijn mensen vaak niet of slechts in geringe mate in staat of gemotiveerd om hun maatschappelijke situatie te verbeteren. Soms wordt er een bredere definitie van de armoedeval gehanteerd, namelijk 'het gebrek aan financiële prikkels om (meer) te gaan werken'. Dit effect kan vaak, vooral voor mensen zonder werkervaring, opgelost worden door de "niet monetaire" voordelen van werk te demonstreren. Zij ervaarden nog nooit de andere voordelen van werk zoals arbeidsvreugde, collega's en persoonlijke ontwikkelingskansen. Voor werkgevers ligt hier dan ook een belangrijke opdracht om de beleving van deze werkvoordelen vorm te geven. Zinvolle werkbeleving vormt niet enkel een belangrijk onderdeel om burn-out en bore-out te voorkomen, het biedt eveneens belangrijke kansen om de armoedeval aan te pakken.
Het woord "val" wordt hier gebruikt in de betekenis van fuik, dat wil zeggen "gevangenzitten".

## Vier soorten armoedevallen
Daar waar sprake is van een gebrek aan financiële prikkels om (meer) te gaan werken zijn vier soorten armoedevallen te onderscheiden:
- Werkloosheidsval: bij het aanvaarden van werk vanuit een uitkeringssituatie
- Herintredersval: bij het aanvaarden van werk vanuit een situatie zonder eigen inkomsten
- Deeltijdval: het uitbreiden van het aantal gewerkte uren
- Doorstroomval: het doorstromen naar een nieuwe baan vanuit een bestaande baan

(bron:Ministerie van Sociale Zaken en Werkgelegenheid)

## Verminderen van de armoedeval
Eventuele oplossingen voor de armoedeval zijn:
- Een basisinkomen toekennen (boven het bestaansminimum), bijvoorbeeld onder de vorm van een negatieve inkomstenbelasting
- Verlagen van uitkeringen
- Afschaffen of verlagen van subsidies en toeslagen gekoppeld aan inkomenspolitieke maatregelen
- Het verhogen van het minimumloon
- Fiscale maatregelen

Het verminderen van de armoedeval door het gelijkmatig maken van de totale lastendruk in de ruime zin van het woord, en het voorkómen dat deze boven de 100% komt, is niet omstreden. Het verminderen van de armoedeval door het verlagen van uitkeringen, toeslagen/subsidies en kwijtscheldingen is daarentegen een politieke keuze die ongunstig is voor wie er niet in slaagt zijn maatschappelijke situatie te verbeteren. Het verlagen van de uitkeringen kan enkel voor uitkeringen die boven de Europese armoedegrens liggen. Het verhogen van de minimumlonen is enkel zinvol indien het netto besteedbaar inkomen voldoende ruimte creërt om uit precaire woonsituaties te ontkomen. Vandaar dat landen zoals Oostenrijke, Zwitserland en de Scandinavische landen opteren voor voldoende sociale of betaalbare woningen met een glijdende huurtegemoetkoming als functie van het loon. In deze landen vormt de armoedeval dan ook geen wezenlijk probleem meer.

## Nederland
De Nederlandse regering vindt de armoedeval economisch en moreel onacceptabel.
Een voorbeeld van de armoedeval: een alleenstaande ouder die vanuit de bijstand vier dagen gaat werken tegen minimumloon, en daarom gebruik moet gaan maken van kinderopvang, hield per jaar ruim € 1000 minder over dan wanneer hij/zij nog in de bijstand zou zitten. Dit kwam onder meer door de aparte bijstandsnorm voor een alleenstaande met kinderen, die hoger was dan de algemene bijstandsnorm voor een alleenstaande, en doordat een werkende ouder te maken krijgt met kosten voor kinderopvang, die wel voor een groot deel maar niet helemaal vergoed worden. De Wet hervorming kindregelingen heeft de armoedeval aangepakt door introductie van een alleenstaande-ouderkop die wel afhankelijk is van het inkomen, maar verder niet van wel of niet werken, en in de plaats kwam van sommige andere tegemoetkomingen voor alleenstaande ouders.
Soms proberen gemeenten de armoedeval tegen te gaan. Ze zijn weliswaar gebonden aan landelijke regelingen, maar hebben enige beleidsruimte binnen de Wet werk en bijstand. Bij een kwijtscheldingsbeleid van gemeentelijke belastingen moet rekening gehouden worden met mogelijke verergering van de armoedeval.

### Onderzoek naar de grootte van de armoedeval
Volgens onderzoek van het Sociaal en Cultureel Planbureau (zie: armoedemonitor 2005) moet het effect van de armoedeval ook weer niet overschat worden: "Wanneer echter rekening gehouden wordt met andere factoren die het zoekgedrag of de verandering in arbeidsmarktstatus kunnen verklaren, blijkt dat de rol van de inkomensafhankelijke regelingen nagenoeg wegvalt. Kenmerken als leeftijd, geslacht, opleiding, gezondheid en inkomensbron zijn factoren waarmee het waargenomen gedrag beter is te verklaren. Wanneer met deze achtergronden van mensen rekening wordt gehouden, wordt het belang van de inkomensafhankelijke regelingen naar de achtergrond verdrongen. Het lijkt er dus op dat de armoedeval slechts een beperkte rol speelt in de beslissingen die mensen nemen".
Dit beeld wordt in de armoedemonitor 2007 nogmaals bevestigd: In het beleid heerst het beeld dat het ontvangen van inkomensafhankelijke subsidies een negatief effect heeft op het zoeken naar en vinden van betaald werk. Een vergelijking tussen ontvangers en niet-ontvangers van huursubsidie, aanvullende bijstand, kwijtschelding lokale heffingen, en Wtos (Wet tegemoetkoming onderwijsbijdrage en schoolkosten) laat echter zien dat er maar weinig empirische aanwijzingen zijn voor gedragseffecten van de armoedeval.